# Claudio Racca
Claudio Racca (Torino, 7 marzo 1930 – Roma, 18 ottobre 2009) è stato un regista cinematografico e direttore della fotografia italiano.

## Biografia
Frequenta il corso di fotografia al Centro Sperimentale di Cinematografia nel biennio 1952-1954. Dopo aver curato la fotografia di alcuni cortometraggi, esordisce nel 1957 come operatore alla macchina nel lungometraggio Malafemmena (direttore della fotografia: Riccardo Pallottini). Come direttore della fotografia partecipa alla produzione di alcuni classici mondo movie italiani (L'amore primitivo, 1964, Svezia inferno e paradiso, 1968, Angeli bianchi... angeli neri, 1970).
Esordisce nella regia nel 1973 con Il tuo piacere è il mio (tratto da I racconti licenziosi di Honoré de Balzac), uno dei numerosi exploitation prodotti sulla scia del successo de Il Decameron di Pier Paolo Pasolini. Si dedica poi al documentario e in particolare al mondo movie. All'interno di questo genere, realizza due noti titoli: Love duro e violento (1985) e soprattutto Tomboy - I misteri del sesso (1977) che, a differenza della maggior parte dei titoli assimilabili, è inizialmente impostato con l'autorevolezza del reportage didattico sul sesso ma viene successivamente rimaneggiato per farlo avvicinare al sensazionalismo del mondo movie.
Nel 1982 vince il Nastro d'argento come migliore regista di cortometraggio per il film Ballare è bello.

## Filmografia

### Regia
- Il tuo piacere è il mio (1973)
- Tomboy - I misteri del sesso (1977)
- Tutti gli uomini del parlamento (1980)
- Ballare è bello - cortometraggio (1981)
- All'alba di San Paolo - cortometraggio (1982)
- Rapsodia Laziale - cortometraggio (1984)
- I pendolari del sole - cortometraggio (1985)
- Love duro e violento (1985)

### Direttore della fotografia

#### Cortometraggi
- Magia lucana, regia di Luigi Di Gianni (1958)[7]
- Il pianto delle zitelle, regia di Gian Vittorio Baldi (1958)
- La vigilia di mezza estate, regia di Gian Vittorio Baldi (1959)
- Campi d'acqua, regia di Piero Nelli (1960)
- Luciano (via del Cappellari), regia di Gian Vittorio Baldi (1960)
- La fossa dei pastori, regia di Agostino Di Ciaula (1960)
- Il bar di Gigi, regia di Gian Vittorio Baldi (1961)
- Camere magiche, regia di Mario Tebano (1961)
- Città operaia, regia di Piero Nelli (1961)
- La menzogna di Marzabotto, regia di Carlo Di Carlo (1961)
- Ritratto di Pina (via della Basilica), regia di Gian Vittorio Baldi (1961)
- Quartiere San Lorenzo, regia di Claudio Triscoli (1962)
- La camorra, regia di Giuseppe Ferrara (1965)
- Lavagna di cemento, regia di Giuseppe Ferrara (1965)
- Resistere a Roma, regia di Giuseppe Ferrara (1966)
- L'attesa, regia di Paolo Saglietto (1967)
- La tana, regia di Luigi Di Gianni (1967)
- Banditi in Barbagia, regia di Giuseppe Ferrara (1967)
- Taranto oggi, regia di Marco Zavattini (1972)

#### Lungometraggi
- La guerra continua, regia di Leopoldo Savona (1962)
- La leggenda di Fra Diavolo, regia di Leopoldo Savona (1962)
- Lasciapassare per il morto, regia di Mario Gariazzo (1962)
- Processo a Stalin, regia di Renato May e Fulvio Lucisano (1963)
- L'ultima carica, regia di Leopoldo Savona (1964)
- L'amore primitivo, regia di Luigi Scattini (1964)
- L'Italia con Togliatti, regia di Gianni Amico, Libero Bizzarri, Francesco Maselli, Lino Miccichè, Glauco Pellegrini, Elio Petri, Sergio Tau, Paolo e Vittorio Taviani, Marco Zavattini, Valerio Zurlini, Giorgio Arlorio (1964)
- La battaglia di Algeri, regia di Gillo Pontecorvo - seconda unità (1966)
- Duello nel mondo, regia di Luigi Scattini e Georges Combret (1966)
- Il cobra, regia di Mario Sequi (1967)
- La sfinge d'oro, regia di Luigi Scattini (1967)[8]
- Svezia inferno e paradiso, regia di Luigi Scattini (1967)
- Strada senza uscita, regia di Gaetano Palmieri (1969)
- La morte bussa due volte, regia di Harald Philipp (1969)
- Angeli bianchi... angeli neri, regia di Luigi Scattini (1970)
- Questo sporco mondo meraviglioso, regia di Mino Loy e Luigi Scattini (1971)
- Valeria dentro e fuori, regia di Brunello Rondi (1972)
- Tecnica di un amore, regia di Brunello Rondi (1973)
- Commissariato di notturna, regia di Guido Leoni (1974)
- Un fiocco nero per Deborah, regia di Marcello Andrei (1974)
- Il venditore di palloncini, regia di Mario Gariazzo (1974)
- Verginità, regia di Marcello Andrei (1974)
- La casa, regia di Angelino Fons (1976)
- Non è romantico?, regia di Giovanna Sonnino (1991)

#### Televisione
- Jekyll - serie TV (1969)
- Dal referendum alla Costituzione, ovvero il 2 giugno - Nascita della Repubblica, regia di Vittorio De Sica -  film TV (1971)
- Tiber - Il Tevere, regia di Carlo Lizzani - film TV (1987)